# Bande Ku
Pour les articles homonymes, voir Bande et Ku.
Ne doit pas être confondu avec Bande Q.
 (septembre 2024).
Si vous disposez d'ouvrages ou d'articles de référence ou si vous connaissez des sites web de qualité traitant du thème abordé ici, merci de compléter l'article en donnant les références utiles à sa vérifiabilité et en les liant à la section « Notes et références ».
La bande Ku (Kurz-unten) est la partie du spectre électromagnétique définie par la bande de fréquences micro-ondes de 12 à 18 GHz.

## Application
La bande Ku est la plus employée de toutes les bandes de fréquences pour la télévision par satellite. Elle est attribuée au service de radiodiffusion par satellite (services de télévision, de radio et données informatiques). Cette bande est la plus répandue en Europe, du fait de la petite taille des paraboles nécessaires à sa réception.
De nombreux démodulateurs, ainsi que les têtes universelles, intègrent cette bande de fréquence.

## Utilisation
Les satellites émettant en bande Ku sont notamment :
- ASTRA 1P
- Eutelsat 12 West A,
- Eutelsat 5 West A,
- Eurobird 1,
- Eurobird 3,
- Eurobird 4,
- Hot Bird 6,
- Hot Bird 7A,
- Hot Bird 8,
- Hot Bird 10,
- Eutelsat W3A,
- Express AM1
- Galaxy 11
- Galaxy 17
- ANIK F1
- ANIK F2
- Station spatiale internationale
- Turksat 5A